# Гайгер
Гайгер (нім. Haiger) — місто в Німеччині, знаходиться в землі Гессен. Підпорядковується адміністративному округу Гіссен. Входить до складу району Лан-Дилль.
Площа — 106,67 км2. Населення становить 19 258 ос. (станом на 31 грудня 2020).